# ندن العليا (جلغة بهاباد)
ندن العليا (بالفارسية: ندن علیا) هي قرية تقع في إيران في يزد.